# Antoni Ignasi Alomar i Canyelles
Antoni-Ignasi Alomar i Canyelles (Palma, 1955) és un filòleg mallorquí. Fou doctorat en filologia catalana per la Universitat de les Illes Balears (1992), n'és professor des de 1996. És autor de diversos llibres, com L'armament i la defensa a la Mallorca medieval. Terminologia (1995), L'exèrcit mallorquí de la fi de l'edat mitjana a la seva desaparició (1998), L'Estendard. La festa nacional més antiga d'Europa (1998), La llengua catalana a les Balears en el segle XIX (2000) i La llengua catalana a les Balears al segle XX (2003). L'any 2023 va publicar el llibre Els civils del cop d'estat de 1936 a Palma